# 基尔斯滕·明肖
基尔斯滕·明肖（德語：Kirsten Münchow，1977年1月21日—），德国女子田径运动员，主攻链球。她曾代表德国参加2000年夏季奥林匹克运动会田径比赛，获得女子链球铜牌。